# Abbott (Texas)
Abbott ist eine Stadt im Hill County im US-Bundesstaat Texas, die etwa 100 km südlich von Dallas liegt. Abbott hat 352 Einwohner (Stand 2020), der berühmteste unter ihnen ist der Countrysänger Willie Nelson, der in Abbott geboren wurde.

## Demographie
Zum Zeitpunkt des United States Census 2000 bewohnten die City 300 Einwohner. Die Bevölkerungsdichte betrug 199,7 Personen pro km². Es gab 144 Wohneinheiten, durchschnittlich 95,1 pro km². Die Bevölkerung Abbotts bestand zu 96,0 % aus Weißen, 1,0 % Schwarzen oder African American, 3 % gaben an, anderen Rassen anzugehören. 5,67 % der Bevölkerung erklärten, Hispanos oder Latinos jeglicher Rasse zu sein.
Die Bewohner Abbotts verteilten sich auf 124 Haushalte, von denen in 29,8 % Kinder unter 18 Jahren lebten. 62,9 % der Haushalte stellen Verheiratete, 6,5 % hatten einen weiblichen Haushaltsvorstand ohne Ehemann und 28,2 % bildeten keine Familien. 27,4 % der Haushalte bestanden aus Einzelpersonen und in 16,9 % aller Haushalte lebte jemand im Alter von 65 Jahren oder mehr alleine. Die durchschnittliche Haushaltsgröße betrug 2,42 und die durchschnittliche Familiengröße 2,97 Personen.
Die Stadtbevölkerung verteilte sich auf 21,3 % Minderjährige, 6,7 % 18–24-Jährige, 28,3 % 25–44-Jährige, 20,3 % 45–64-Jährige und 23,3 % im Alter von 65 Jahren oder mehr. Das Durchschnittsalter betrug 40 Jahre. Auf jeweils 100 Frauen entfielen 87,5 Männer. Bei den über 18-Jährigen entfielen auf 100 Frauen 88,8 Männer.
Das mittlere Haushaltseinkommen in Abbott betrug 37.917 US-Dollar und das mittlere Familieneinkommen erreichte die Höhe von 55.625 US-Dollar. Das Durchschnittseinkommen der Männer betrug 38.750 US-Dollar, gegenüber 20.000 US-Dollar bei den Frauen. Das Pro-Kopf-Einkommen in Abbott war 19.062 US-Dollar. 8,2 % der Bevölkerung und 6,0 % der Familien hatten ein Einkommen unterhalb der Armutsgrenze, davon waren 2,7 % der Minderjährigen und 13 % der Altersgruppe 65 Jahre und mehr betroffen.

## Söhne und Töchter der Stadt
- Willie Nelson (* 1933), Country-Sänger und Songwriter